# Ligne de Champigneulles à Houdemont
La ligne de Champigneulles à Houdemont est une ligne de chemin de fer française de Meurthe-et-Moselle, à écartement standard et à voie unique, qui permettait de desservir la gare aux marchandises de Nancy-Saint-Georges. 
Elle constitue la ligne 078 000 du réseau ferré national. 
Dans l'ancienne nomenclature de la région Est de la SNCF, elle était numérotée « ligne 27.5 » et désignée en tant « ligne Champigneulles - Jarville »
Aujourd'hui déclassées entre le point kilométrique 353,734 et Houdemont, les emprises sont préservées pour un éventuel projet de tram-train,. La section de Champigneulles au point kilométrique 353,734 n'est pas exploitée.

## Histoire
La ligne est concédée à la Compagnie des chemins de fer de l'Est par une convention signée le 17 juin 1873 entre le ministre des Travaux Publics et la Compagnie. Cette convention est approuvée à la même date par une loi qui déclare la ligne d'utilité publique.
La ligne est ouverte le 16 mai 1881.
La section de Nancy-Saint-Georges à Jarville est fermée le 15 janvier 1988.

### Dates de déclassement
- Nancy-Saint-Georges à Jarville (PK 353,734 à 355,459) : 17 octobre 1994[8].
- Section à Nancy-Saint-Georges (PK 352,435 à 353,734) : 12 février 2001[9]. Ce déclassement a été annulé par décision du Conseil d'État le 3 décembre 2003[10].